# Jens Filbrich
Jens Filbrich (Suhl, 13 marzo 1979) è un ex fondista tedesco.
È figlio dell'allenatore di sci nordico Wolfgang e della fondista Sigrun Krause, fratello del combinatista nordico Raik e marito della biatleta Janet Klein, tutti a loro volta sciatori nordici di alto livello.

## Biografia
Ha debuttato in campo internazionale ai Mondiali juniores di Pontresina nel 1998, senza conseguire risultati di rilievo; ha in seguito partecipato anche alla rassegna iridata giovanile di Saalfelden 1999, vincendo due medaglie.
In Coppa del Mondo ha esordito il 7 marzo 1999 nella 15 km a tecnica classica di Lahti (46°), ha ottenuto il primo podio il 19 gennaio 2003 nella staffetta di Nové Město na Moravě (3°) e la prima vittoria il 23 novembre successivo a Beitostølen, ancora in staffetta.
In carriera ha preso parte a quattro edizioni dei Giochi olimpici invernali, Salt Lake City 2002 (33° nella 15 km, 21° nella 50 km, 3° nella staffetta), Torino 2006 (17° nella 50 km, 22° nell'inseguimento, 4° nella sprint a squadre, 2° nella staffetta), Vancouver 2010 (16° nella 50 km, 6° nell'inseguimento, 6° nella staffetta) e Soči 2014 (14º nella 15 km, 9º nella 15 km), e a sette dei Campionati mondiali, vincendo sette medaglie.

## Palmarès

### Olimpiadi
- 2 medaglie:
  - 1 argento (staffetta a Torino 2006)
  - 1 bronzo (staffetta a Salt Lake City 2002)

### Mondiali
- 7 medaglie:
  - 4 argenti (staffetta a Val di Fiemme 2003; sprint a squadre, staffetta a Oberstdorf 2005; staffetta a Liberec 2009)
  - 3 bronzi (staffetta a Lahti 2001; 50 km a Sapporo 2007; staffetta a Oslo 2011)

### Mondiali juniores
- 2 medaglie:
  - 2 bronzi (10 km, 30 km a Saafelden 1999)

### Coppa del Mondo
- Miglior piazzamento in classifica generale: 11º nel 2005
- 19 podi (4 individuali, 15 a squadre[2]):
  - 8 vittorie (a squadre)
  - 5 secondi posti (2 individuali, 3 a squadre)
  - 6 terzi posti (2 individuali, 4 a squadre)

#### Coppa del Mondo - vittorie
| Data             | Luogo       | Paese    | Disciplina                                                       |
| ---------------- | ----------- | -------- | ---------------------------------------------------------------- |
| 23 novembre 2003 | Beitostølen | Norvegia | 4x10 km (con Axel Teichmann, René Sommerfeldt e Tobias Angerer)  |
| 11 gennaio 2004  | Otepää      | Estonia  | 4x10 km (con Andreas Schlütter, Axel Teichmann e Tobias Angerer) |
| 15 febbraio 2004 | Oberstdorf  | Germania | Sprint a squadre TL (con Axel Teichmann)                         |
| 22 febbraio 2004 | Umeå        | Svezia   | 4x10 km (con Franz Göring, Andreas Schlütter e Axel Teichmann)   |
| 21 novembre 2004 | Gällivare   | Svezia   | 4x10 km (con Tobias Angerer, René Sommerfeldt e Axel Teichmann)  |
| 23 gennaio 2005  | Pragelato   | Italia   | Sprint a squadre TC (con Axel Teichmann)                         |
| 20 novembre 2005 | Beitostølen | Norvegia | 4x10 km (con Andreas Schlütter, Axel Teichmann e Tobias Angerer) |
| 19 novembre 2006 | Gällivare   | Svezia   | 4x10 km (con Franz Göring, Tobias Angerer e Axel Teichmann)      |

Legenda:
TC = tecnica classica
TL = tecnica libera